# Breutelia wainioi
Breutelia wainioi är en bladmossart som beskrevs av Brotherus 1888. Breutelia wainioi ingår i släktet gullhårsmossor, och familjen Bartramiaceae. Inga underarter finns listade i Catalogue of Life.